# Henry Stryhn
Sofus Henry Stryhn (7. november 1907 i Frederikssund – 16. marts 1995) var en dansk fabrikant og grundlægger af Stryhn's A/S. 
Stryhn arbejdede som salgschauffør i Kødbyen, men fik i 1941 næringsbrev og etablerede sin egen forretning med distribution af leverpostej. I 1945 købte han sammen med Martin Wienberg Hansen Københavns Leverpostejfabrik på Amager. Efterhånden som lokalerne blev for små, flyttede han i 1956 produktionen til Himmelev ved Roskilde. Datteren Elsebeth Stryhn overtog i 1978 ansvaret for driften af virksomheden.
Henry Stryhn er begravet på Himmelev Kirkegård.